# If You Think You Know How to Love Me
If You Think You Know How to Love Me ist ein von Nicky Chinn und Mike Chapman geschriebener Popsong. Das Stück wurde am 30. Mai 1975 als erste Single der englischen Band Smokie, damals noch unter dem ursprünglichen Bandnamen „Smokey“, veröffentlicht und erschien am 22. September 1975 auf dem Album Changing All the Time. Er war der erste Charthit der Band. Eine deutsche Version mit dem Titel Es ist nur eine Nacht deines Lebens von der Band Die Flippers erschien 1976 auf dem Album Von Herz zu Herz.

## Hintergrund und Veröffentlichung
If You Think You Know How to Love Me wurde von Nicky Chinn und Mike Chapman geschrieben, die auch für spätere Hits der Band wie Living Next Door to Alice oder Lay Back in the Arms of Someone verantwortlich waren. Sie produzierten die Single mit der bis dahin unbekannten Band Smokey für RAK Records Ltd., wo sie am 30. Mai 1975 veröffentlicht wurde; die B-Seite war das Lied ’Tis Me, geschrieben von den Bandmitgliedern Chris Norman und Pete Spencer.
1. If You Think You Know How to Love Me – 3:24
2. ’Tis Me – 2:54

Das Lied erschien zudem auf dem Album Changing All the Time, das ebenfalls im Jahr 1975 veröffentlicht wurde und auf dem neben weiteren Titeln auch der zweite Single-Hit der Band, Don’t Play Your Rock ’n’ Roll to Me, enthalten war.

## Musik und Text
Bei If You Think You Know How to Love Me handelt es sich um ein Liebeslied. Der Text ist in mehreren kurzen Doppelstrophen aufgebaut, die jeweils vom Refrain unterbrochen sind. Das Reimschema ist einfach strukturiert, wobei sich jeweils die ersten beiden sowie die dritte und vierte Zeile einer vierzeiligen Strophe aufeinander reimen (AABB, CCDD):

„A breathless drive on a downtown street,

A motor-bike ride in the midday heat,

The dust that hung from the desert skies,

Run though we'd run it still burned our eyes,

Oh yes we may walk on the wild wild side of life,

And our movements traced by a stranger close by your side,

And in the shadows of a promise you can take my hand,

And show me a way to understand.“

Auf jeweils zwei Strophen folgt der Refrain, der aus einer zweimaligen Wiederholung der Zeilen

„So if you think you know how to love me,

And you think you know what I need,

And if you really really want me to stay,

You've got to lead the way“

besteht, wobei bei der Wiederholung das beginnende „So“ durch ein „Yes“ ersetzt wird.
Die erste Strophe wird nur durch eine akustische Gitarre begleitet, die restliche Band mit dezent gehaltenem Schlagzeug, Bass und zweiter Gitarre setzt erst zur zweiten Strophe ein. Zum Refrain variiert das Schlagzeug und rückt durch die Nutzung der Becken mehr in den Vordergrund. Ab der dritten Strophe setzt zusätzlich zur Band eine orchestrale Begleitung aus Streichern und weiteren Instrumenten ein. Die Strophen werden von Chris Norman gesungen, der für seine markante rauchige Stimme bekannt ist. Den Refrain singt er zudem gemeinsam mit dem zweiten Gitarristen Alan Silson und dem Bassisten Terry Uttley. Zum Ende wird das Lied leiser und ausgeblendet.

## Charts und Chartplatzierungen
Die Single If You Think You Know How to Love Me stieg erstmals am 18. August 1975 in die deutsche Hitparade und verblieb dort 20 Wochen, wobei sie bis auf Platz 8 steig und eine Woche in den Top 10 blieb. In Großbritannien, dem Heimatland der Band, stieg die Single bis auf Platz 3 und verweilte neun Wochen in den Charts, davon fünf in den Top 10. In Österreich und der Schweiz konnte sich das Lied dagegen nicht platzieren. Zudem konnte sich die Single unter anderem in Belgien, den Niederlanden und in Norwegen in den jeweiligen Hitparaden platzieren.

## Coverversionen
If You Think You Know How to Love Me wurde als einer der größten Hits der Band Smokie bzw. Smokey von mehreren Bands und Musikern neu veröffentlicht oder gecovert. Dabei wurde in der Regel der Originalsong neu interpretiert oder in eine andere Sprache übersetzt bzw. mit einem neuen Text versehen. Einige Interpretationen setzten das Lied mit anderen Songs zu Medleys zusammen. 1976 erschien eine deutsche Version des Liedes von der Band Die Flippers unter dem Titel Es ist nur eine Nacht deines Lebens, die auf dem Album Von Herz Zu Herz veröffentlicht wurde, eine Single dazu erschien nicht. Die US-amerikanische Sängerin Pat Benatar veröffentlichte eine vergleichsweise rockige Coverversion auf ihrem Debütalbum In the Heat of the Night.
Zu den Bands und Interpreten, die das Lied in einer Coverversion veröffentlichten, gehören: u. a.
- 1975: The Hiltonaires – If You Think You Know How to Love Me
- 1975: Stein Ingebrigtsen – If You Think You Know How to Love Me
- 1976: Dave – Derrière un sourire (Französisch)
- 1976: Die Flippers – Es ist nur eine Nacht deines Lebens
- 1976: Allan Clarke – If You Think You Know How to Love Me
- 1976: Jim Capaldi – If You Think You Know How to Love Me
- 1977: Four Tracks – If You Think You Know How to Love Me
- 1977: Luna '70' – If You Think You Know How to Love Me
- 1977: Martti Metsäketo – Sä minut muuttaa voit (Finnisch)
- 1978: Flower – If You Think You Know How to Love Me
- 1979: Pat Benatar – If You Think You Know How to Love Me
- 1979: Rex Smith – If You Think You Know How to Love Me
- 1980: Karen Tobin – If You Think You Know How to Love Me
- 1981: Bob Welch – If You Think You Know How to Love Me
- 1982: Wizex – Att det kan vara så svårt att vara ensam (Schwedisch)
- 1988: Cue – Out Of The Blue (The Smokey Hit Connection) (Medley)
- 1994: Roland B. – Es ist nur eine Nacht deines Lebens (deutsche Coverversion des Flippers-Liedes)
- 1995: Petula Clark – If You Think You Know How to Love Me
- 1997: Piece of Cake – Als je denkt dat je om me kan geven (Niederländisch)
- 1998: Redhair Mountain Devils – If You Think You Know How to Love Me
- 2000: Alan Silson – If You Think You Know How to Love Me
- 2000: Chris Norman & Band – If You Think You Know How to Love Me
- 2004: Kurt Darren – If You Think You Know How to Love Me
- 2012: New Age Of Smokie – If You Think You Know How to Love Me

## Belege
1. 1 2 3 4 5  
Smokie – If You Think You Know How to Love Me. In: austriancharts.at. Abgerufen am 12. Juni 2021.
2. ↑  Changing All the Time by Smokie. In: rateyourmusic.com. Abgerufen am 16. Juni 2021 (englisch).
3. ↑  
Smokey – If You Think You Know How to Love Me bei Discogs; abgerufen am 12. Juni 2021.
4. ↑  
Smokie – Changing All the Time bei Discogs; abgerufen am 12. Juni 2021.
5. 1 2  Smokie – If You Think You Know How to Love Me, Songtext auf songtexte.com; abgerufen am 12. Juni 2021.
6. ↑  
Smokie – If You Think You Know How to Love Me. In: chartsurfer.de. Abgerufen am 12. Juni 2021.
7. 1 2  
Smokie – If You Think You Know How to Love Me. In: offiziellecharts.de. Abgerufen am 12. Juni 2021.
8. 1 2  
Smokie – If You Think You Know How to Love Me. In: hitparade.ch. Abgerufen am 12. Juni 2021.
9. 1 2  
Smokie – If You Think You Know How to Love Me. In: officialcharts.com. Abgerufen am 12. Juni 2021.
10. ↑  Smokey – If You Think You Know How to Love Me. In: top40.nl. Abgerufen am 14. Juni 2021 (niederländisch).
11. ↑  
Die Flippers – Von Herz zu Herz bei Discogs; abgerufen am 12. Juni 2021.
12. ↑  
Pat Benatar – In the Heat of the Night bei Discogs; abgerufen am 12. Juni 2021.
13. ↑  If You Think You Know How to Love Me auf cover.info, abgerufen am 12. Juni 2021.